# ケビン・ボー
ケビン・ボー（Kevin Baugh、1960年代 - ）は、ミクロネーションであるモロッシア共和国の大統領である。

## 建国まで
ケビン・ボーは現在モロッシア共和国が位置するネバダ州出身ではなく、別の州で生まれたと思われる。
10代の頃、友人と観に行った映画の「ピーター・セラーズのマ☆ウ☆ス」に影響され、自ら国を作ることを決意する。

## 有志と共に国を建国
そうして1977年にオレゴン州に建国されたのが、「ウルドステイン共和国」である。しかしそれは長く続かず、次は王国を建国し、ケビンは首相に就任する。だが、新しく建国したその王国も王が王国に関与するのをやめたため、ケビンはまた一人で国を運営することとなってしまった。また、その頃に東ドイツに宣戦布告をし、東ドイツと戦争を始めた。

## モロッシア共和国建国後
その後は人民共和国になったりと様々な改名や国の政治体制の移行を経て、1998年、ネバダ州に土地を購入し、1999年にそこを「モロッシア共和国」と名付け、自らが大統領に就任した。
大統領就任後は独自の通貨や切手を発行したり、国会議員制度を整えたり、鉄道やオンライン映画館を建設したりなど、国の発展の基礎を築いた。
そして、ケビンは建国から今日までモロッシア共和国の大統領であり続けている。

## 人物
- 「東ドイツはまだキューバ沖に残っている」と主張している[3]。
- 金星の一部などをモロッシア共和国の領土の一部として主張している[要出典]。